# Séllyey László
Séllyei Séllyey László (Gelse, 1817. április 22.–Gelse, 1886. szeptember 3.), a muraközi járás főszolgabírája, földbirtokos.

## Élete
Az ősrégi zalai nemesi séllyei Séllyey családban született. Apja Séllyey Elek (1788–1850), Zala vármegye másodalispánja, Zala-, Somogy-, Varasd- és Körös vármegyék táblabírája, földbirtokos, anyja nemes Csertán Rozália (1794–1855). Az apai nagyszülei séllyei Séllyey János, táblabíró, alszolgabíró, földbirtokos, és komori Bedekovich Magdolna voltak. Az anyai nagyszülei nemes Csertán Károly (1768-1832), táblabíró, a kapornaki járás főszolgabírája, földbirtokos és nemes Vargha Rozália (1775-1848) voltak. Felmenői között a nemes Oszterhueber-, a petrikeresztúri Patay-, valamint a Hahót nemzetségbeli Csány családok találhatóak. Az anyai nagynénje nemes Csertán Zsuzsanna (1807–1887), akinek a férje nemes Glavina Lajos (1806–1885) Zala vármegye főispánja, és a nagybátyja nemes Csertán Sándor (1809–1864), táblabíró, kormánybiztos az 1848–49-es forradalom és szabadságharc alatt, országgyűlési képviselő volt. Séllyey László leánytestvérei: Séllyey Emília (1821–1896), akinek a férje nárai Szabó Imre (1823–1904), 1848/49-ik vezérkari őrnagy a hadügyminisztérium, Csáktornya országgyűlési képviselője, a Zala megyei Honvédegylet tagja, földbirtokos, valamint Séllyey Magdolna (1822–1901), akinek a férje lovászi és szentmargitai Sümeghy Ferenc (1819–1869) főszolgabíró, a Deák-párt országgyűlési képviselője, földbirtokos.
Séllyey László Zala vármegye szolgálatába állt. 1840. szeptember 28-étől 1847. június 14-éig muraközi járáson alszolgabíróként tevékenykedett. 1845-ben Deák Ferenc mellett valamint több zalai nemes úr mellett Séllyey László szerepelt az önkéntes adózók között. 1847. június 14-étől 1848. decemberig a muraközi járás főszolgabírója volt. Séllyey mint a muraközi járás egykori, köztiszteletben álló és nagy tekintélynek örvendő főszolgabírója értett a horvát lakosság nyelvén (szó szerint és átvitt értelemben is), és segíteni próbálta fiát, Séllyey Lászlót, Muraköz 1848. évi főszolgabíróját a horvát nacionalista propaganda és lázítás megakadályozásában. Amikor 1848. június 15-én, az alsólendvai képviselőválasztás során a muravidéki magyar nacionalisták elüldözték a választás helyszínéről a muraközi horvát választókat, Séllyey beadta lemondását, a megye másodalispánja, Csillagh Lajos azonban maradásra bírta, azt fejtegetve a hozzá írott levélben, hogy olyan emberre van szükség, „aki a megsértett muraközi nép bizodalmát bírja". Séllyey 1848 nyarán rendszeresen tájékoztatta ifjúkori barátját, a Dráva mentén katonai védőkordont szervező Csány László kormánybiztost a Horvátországból érkező politikai és katonai természetű hírekről, és egyre elkeseredettebben kérte, hogy rendes katonasággal erősítsék meg „az annyira hű, oly sokat érő" Muraköz déli határainak védelmét.
Séllyey László muraköz-járási főbírót, midőn Légrádon hivatalos dolgaiban járt segédesküdtjével és a légrádi jegyzővel, az öreg Nugent által elfogatott s megkötözve Varasdba hurcoltatott. Kiszabadításukra a bizottmány mindent elkövetett, Csányt is fölkérte közbelépésre, és hogy mi eredménye lett, később látni fogjuk. Az 1848. október 10-ki ülésben pedig intézkednek, hogy Séllyey László a horvátok fogságából kiszabadításék; e célból a megye megkereste a varasdi hatóságot, honnét a katonai parancsnokság mentegetőzve adja tudtul a megyének, hogy Séllyeyvel elfogatásakor méltányosan bántak, és sem megkötözve nem volt, sem kegyetlen bánásban nem részesült és nem is részesül; de haditörvényszék elé fog bocsájtani, s ha nem bizonyul rá főben járó vétek, szabadon eresztik.
Az ezer hold feletti jómódú Séllyey László földbirtokos a szabadságharc alatt Kossuth Lajos nagy híve, és Deák Ferenccel elégedetlen volt több tekintetben, azonban a szabadságharc leverése után Deák eszméinek lekötelezte magát. Kiszabadulása után földbirtokain gazdálkodott, majd pár évvel később aktívan vett részt a Deák-párti életben; több alkalomban lelkesítő politikai beszédeket tartott.
Élete végére Séllyey László egyre jobban zárkózódott el a külvilágtól. Eleinte nagy kártyázós-iszákos korszakot élt, majd alig engedett magához embereket és inkább a több tucat kutyájával vette körül magát; 1886. szeptember 3-án hunyt el Gelsén.

## Házassága és leszármazottjai
Gelsén, 1873. szeptember 7-én feleségül vette a kispolgári származású Riegler Mária (Gasztony, 1833. augusztus 10.–Lórántháza, 1914. április 25.) kisasszonyt, akinek a szülei Rigler József, kocsmáros és Kigler Jozefa voltak. Séllyey Lászlótól és Rigler Máriától született:
- Séllyey József Sándor (Gelse, 1861. március 20.–†Veszprém, 1880. május 13.), papnovendék.[17]
- Séllyey Terézia (Gelse, 1863. november 21.–†Gelse, 1937. augusztus 10.), a lórántházai és gelsei Sellyey alapítványi gazdaságok létesítője. Hajadon.[18]
- Séllyey Pál Gyula (Gelse, 1872. január 24.–†Budapest, 1916. május 25.), földbirtokos. Nőtlen.